# 三酔人経綸問答
『三酔人経綸問答』（さんすいじんけいりんもんどう）は、明治時代の思想家・中江兆民の著作。1887年（明治20年、兆民41歳）に刊行。内村鑑三・石橋湛山らに先駆け、早い段階で小日本主義を主張していると評価される。

## 概説
明治10年代に加熱した自由民権運動が明治政府の国会開設で沈静化すると、運動は条約改正など対外関係における国権論に移行し、民権と国権の折り合いが争点となった。兆民は運動が国権論へ傾くなかに同書を執筆したといわれる。1887年（明治20年）に徳富蘇峰の主宰で兆民も寄稿していた『国民之友』第3号（1887年（明治20年）4月15日発行）に『酔人之奇論』の題名で一部が発表され、5月に集成社から刊行された。
3人の思想の異なる登場人物、洋学紳士（紳士君）、東洋豪傑（豪傑君）、南海先生が酒席で議論する物語。紳士君は人類史を3段階に区分し、明治10年代に日本へ紹介されていた社会進化論を用いて、進化を発展の原動力とした。フランス、ドイツなどヨーロッパ列強を批判し、完全民主制による武装放棄や非戦論などの理想論を展開する。これに対して豪傑君が反論し、中国進出を主張。両者の論争を現実主義的立場に立った南海先生が調停する構成である。

## 解釈
登場人物に関する解釈としては、諸説存在する。
3人全てに兆民の考え方が反映されているとする見方
文量の多くを占める紳士君の思想が兆民自身の理想主義的な面を反映している一方で、彼の英雄的要素が豪傑君に反映されていると解釈する者（蘇峰、桑原武夫）がいる。
さらに、兆民の考えが特に南海先生に反映されているとする解釈においては、兆民が行う鋭い分析と彼の持つ常識家的現実主義者の側面が南海先生に見いだせるとする者（桑原）、また、南海という言葉は兆民の出身地である土佐国を含んでいた南海道と関係性があるのではないかと見解をとる研究者（堀口良一）もいる。
兆民以外の者の思想が反映されているとする解釈
例えば蘇峰や井上毅の思想を各々紳士君、豪傑君の主張の中に見いだす研究者（山室信一）がいる。ちなみに、井上毅はこの書が面白い趣向を持つと指摘しつつも、東海散士の『佳人之奇遇』ほどは売れないだろうと評していた。

## 書誌情報

### 原典
- 中江兆民（篤介、南海仙漁）『三酔人経綸問答』集成社、1887年5月。NDLJP:783132。
- 『兆民文集』日高有倫堂、1909年10月。NDLJP:898711。
  - 『兆民文集』松永昌三解説、文化資料調査会、1965年。 - 日高有倫堂（明治42年刊）の複刻。
- 明治文化研究会 編『明治文化全集 第3集（政治篇）』（改版）日本評論新社、1955年。
- 『三酔人経綸問答』桑原武夫・島田虔次訳・校注、岩波書店〈岩波文庫 青110-1〉、1965年3月。ISBN 4-00-331101-9。
  - 『三酔人経綸問答』桑原武夫・島田虔次訳・校注、岩波書店〈岩波クラシックス 25〉、1983年2月。
  - 『三酔人経綸問答』桑原武夫・島田虔次訳・校注、岩波書店〈ワイド版岩波文庫〉、2007年9月。ISBN 978-4-00-007288-5。
- 林茂 編『中江兆民集』筑摩書房〈明治文学全集 13〉、1967年。
- 伊藤整ほか 編『福沢諭吉・中江兆民・岡倉天心・徳富蘇峰・三宅雪嶺 集』講談社〈日本現代文学全集 2〉、1969年。
- 河野健二責任編集 編『中江兆民』中央公論社〈日本の名著 36〉、1970年。
  - 河野健二 編『中江兆民』飛鳥井雅道・桑原武夫・島田虔次訳、中央公論社〈中公バックス 日本の名著 36〉、1984年。ISBN 4-12-400426-5。
- 『中江兆民集』松永昌三編集解説、筑摩書房〈近代日本思想大系 3〉、1974年。
- 編集委員 井田進也ほか 編『中江兆民全集 8』岩波書店、2001年2月（原著1984年2月）。ISBN 4-00-090858-8。
- 明治文化研究会 編『明治文化全集 第8巻（政治篇）』日本評論社、1992年7月。ISBN 4-535-04248-9。 - 新装版、中江篤介著(明治21年刊)の復刻。
- 家永三郎責任編集 編『日本平和論大系 1　安藤昌益・植木枝盛・中江兆民・北村透谷』日本図書センター、1993年11月。ISBN 4-8205-7142-7。
- 中江兆民、岩崎徂堂併録著者『楽読原文・三酔人経綸問答　併録・中江兆民奇行談』書肆心水、2009年5月。ISBN 978-4-902854-59-6。 - 音読可能訳。原文を附録に復刻。
- 『三酔人経綸問答』鶴ヶ谷真一訳・解説、光文社〈光文社古典新訳文庫〉、2014年3月。
- 『中江兆民「三酔人経綸問答」 〈ビギナーズ 日本の思想〉』先崎彰容現代語訳・解説、角川ソフィア文庫、2021年12月。

### 翻訳
- Nakae, Chomin (1992-10-01) (英語). Discourse By Three Drunkards On Government. translated by Nobuko Tsukui ; edited, with an introduction, by Nobuko Tsukui & Jeffrey Hammond. New York: Weatherhill. ISBN 978-0834801929 - 英語訳。
- 나카에, 초민 (2005-5) (韓国語). 三醉人経綸問答. 일본근대사상총서 1. 나카에 초민 지음 ; 연구공간 `수유+너머’ 일본근대사상팀 옮김. 소명출판. ISBN 8956261563 - 韓国語訳。
- Nakae, Chômin (2008-10-02) (フランス語). Dialogues politiques entre trois ivrognes. traduit et commenté par Christine Lévy et Eddy Dufourmont. Paris: CNRS. ISBN 978-2-271-06738-8 - フランス語訳。